# Luisa Conte
Luisa Conte (Napoli, 27 aprile 1925 – Napoli, 30 gennaio 1994) è stata un'attrice teatrale italiana, interprete e protagonista del teatro napoletano.

## Biografia
Figlia di Alberto (la cui madre era ballerina al Teatro di San Carlo di Napoli) e Francesca Malleo (il cui fratello Fiorante era marito dell'attrice Nunzia Fumo), si dedicò al teatro quattordicenne, con la compagnia Cafiero-Fumo, dopo un'infanzia difficile durante la quale dovette aiutare la famiglia a sbarcare il lunario per le precarie condizioni economiche.
Nel 1939 partì in tournée per il Sud America con Nino Veglia (che sposerà 8 anni più tardi) ed in seguito ebbe la sua grande occasione: fu scritturata da Eduardo De Filippo, grazie al quale perfezionò le sue già spiccate doti recitative.
Con Eduardo, Luisa Conte recitò nella versione teatrale di Miseria e nobiltà, interpretando la parte di Bettina, e in numerose altre commedie, come Non ti pago, La grande magia e Le voci di dentro. Sempre con Eduardo prese parte allo sceneggiato televisivo Peppino Girella.
In teatro fu interprete di testi di Eduardo Scarpetta, Antonio Petito, Luigi Pirandello.
Risale al 1958 un altro importante incontro, quello con Nino Taranto, con cui stabilì un felice sodalizio artistico, che ebbe un felicissimo epilogo all'inizio degli anni ottanta grazie alla riproposizione delle commedie dialettali di Raffaele Viviani ('A morte 'e Carnevale) .
Nei primi anni settanta si impegnò nella difficile opera di ristrutturazione del Teatro Sannazaro di Napoli, riuscendo, assieme al marito, a riportarlo agli antichi fasti: l'antico palcoscenico napoletano divenne presto il "suo" teatro, nel quale recitò fino alla morte, diretta spesso da Giuseppe Di Martino, al fianco degli attori più amati dal pubblico dell'epoca, tra cui Nino Taranto, interpretando testi di Antonio Petito, Raffaele Viviani, Paola Riccora e Gaetano Di Maio (Lisistrata, ovvero "o sciopero de mugliere", Arezzo 29, in tre minuti...tassista veloce e Nu bambiniello e tre San Giuseppe).
Sofferente già da alcuni anni per problemi al cuore, morì nella sua casa napoletana il 30 gennaio del 1994, mentre era intenta a lavorare ai suoi nuovi progetti, lasciando un grande vuoto nell'intero mondo del teatro napoletano e nella città che molto l'aveva stimata.
A San Martino Valle Caudina le è stato dedicato l'anfiteatro cittadino, dove per anni portò il suo teatro nella rassegna "San Martino Arte". Le sue spoglie sono conservate in una cappella gentilizia del cimitero monumentale di Poggioreale a Napoli, città che nel 2020 le dedica un largo nel quartiere Chiaia.

## Filmografia
- L'uomo dai calzoni corti, regia di Glauco Pellegrini (1958)

## Prosa televisiva Rai
- Miseria e nobiltà di Eduardo Scarpetta, regia di Eduardo De Filippo, trasmessa il 30 dicembre 1955.
- Il vicolo, regia di Vittorio Viviani, trasmessa il 17 maggio 1961.
- Il padrino, commedia di Giuseppe Marotta, regia di Giuseppe Di Martino, trasmessa il 4 ottobre 1962.
- Peppino Girella di e regia di Eduardo De Filippo, trasmesso in 6 puntate dal 14 aprile al 19 maggio 1963.
- La grande magia, regia di Eduardo De Filippo, trasmessa il 19 febbraio 1964.
- Bene mio e core mio, regia di Eduardo De Filippo e Guglielmo Morandi, trasmessa il 1º aprile 1964.
- Mia famiglia, regia di Eduardo De Filippo e Stefano De Stefani, trasmessa il 15 aprile 1964.
- La paura numero uno, regia di Eduardo De Filippo, trasmessa nel 1964.
- Antonio Petito, artista comico, regia di Gennaro Magliulo – miniserie TV, 7 puntate (1985)

## TV private
- 'Nu bambiniello e tre San Giuseppe
- Arezzo 29
- 'A morte 'e Carnevale

## Prosa radiofonica Rai
- Non ti pago di e regia di Eduardo De Filippo, trasmessa il 7 agosto 1956.
- Mia Famiglia di e regia di Eduardo De Filippo
- La paura numero uno di e regia di Eduardo De Filippo
- Bene mio, core mio di e regia di Eduardo De Filippo